# Sukashitrochus lyallensis
Sukashitrochus lyallensis är en snäckart som först beskrevs av Harold John Finlay 1926.  Sukashitrochus lyallensis ingår i släktet Sukashitrochus och familjen Scissurellidae. Inga underarter finns listade i Catalogue of Life.